# Beleg
Beleg (latinul: Silacaenae) község Somogy vármegyében, a Nagyatádi járásban.

## Fekvése
Központján a 6622-es út halad át, de közigazgatási területének keleti szélét érinti a Nagybajom-Lábod közti 6619-es út is. Utóbbiból belegi területen ágazik ki kelet felé a 3,3 kilométer hosszú 66 144-es út, amely a zsákfalunak tekinthető Kisbajomba vezet.
A Dombóvár–Gyékényes-vasútvonal mellett található, amelynek egy megállási pontja van itt, Beleg vasútállomás.

## Története
Beleg határában, a pusztaréti-dűlőben egy ősi földvár nyomai még a 20. század elején láthatók voltak. Ezt a várat „török várnak” nevezik, bár a vidék már az őskorban is lakott volt, majd később a római korban itt vezetett el a római hadiút. 1855-ben egy bronztáblát is találtak itt, amelyre Vespasianus császárnak egy hadirendelete volt vésve. A táblát a Magyar Nemzeti Múzeumba szállították.
A település nevét 1493-ban említette először oklevél, mint a vránai perjelség birtokát. 1536-ban Török Bálint, 1550-ben Török János, 1598-1599-ben Zrinyi György volt a falu földesura. 1554-ben a török adólajstromban a település neve Bilok alakban fordult elő, 7 házzal. A török megszállás alatt elpusztult, de 1713-ban újratelepült. 1715 és 1726 között őrgróf Turinetti Herkules József Lajos birtoka volt, majd 1733-tól a Festetics család volt a falu birtokosa. A 19. század közepén a család egyik tagja, Festetics Antal építtette az itt álló kastélyt is. A 20. század elején gróf Festetics Pál birtoka volt.
1855-ben a lakosság fele része kolerajárvány áldozata lett, majd 1886-ban a község kétharmada leégett.

## Közélete

### Polgármesterei
- 1990–1994: Csécsei János (MDF)[4]
- 1994–1998: Csécsei János (független)[5]
- 1998–2002: Horváth József (független)[6]
- 2002–2004: Horváth József (független)[7]
- 2004–2006: Tamás Csaba (független)[8]
- 2006–2010: Tamás Csaba (független)[9]
- 2010–2014: Tamás Csaba (független)[10]
- 2014–2019: Tamás Csaba (független)[11]
- 2019–2024: Vámosi Róbertné (független)[12]
- 2024– : Vámosi Róbertné (Fidesz-KDNP)[1]

A településen 2004. november 21-én időközi polgármester-választást tartottak, az előző polgármester lemondása miatt.

## Népesség
A település népességének változása:
| Lakosok száma | 592  | 601  | 601  | 510  | 560  | 568  | 570  |
|               | 2013 | 2014 | 2015 | 2021 | 2022 | 2023 | 2024 |

A 2011-es népszámlálás során a lakosok 95,6%-a magyarnak, 24,7% cigánynak, 0,6% németnek mondta magát (4,1% nem nyilatkozott; a kettős identitások miatt a végösszeg nagyobb lehet 100%-nál). A vallási megoszlás a következő volt: római katolikus 69,1%, református 11,1%, görögkatolikus 0,2%, izraelita 0,2%, felekezet nélküli 10,1% (9,2% nem nyilatkozott).
2022-ben a lakosság 95,2%-a vallotta magát magyarnak, 7,3% cigánynak, 1,1% németnek, 0,5% románnak, 0,2% ukránnak, 0,2% lengyelnek, 0,2% egyéb, nem hazai nemzetiségűnek (4,6% nem nyilatkozott; a kettős identitások miatt a végösszeg nagyobb lehet 100%-nál). Vallásuk szerint 43,9% volt római katolikus, 6,8% református, 0,5% görög katolikus, 0,4% egyéb keresztény, 1,3% egyéb katolikus, 14,6% felekezeten kívüli (32,3% nem válaszolt).

## Nevezetességei

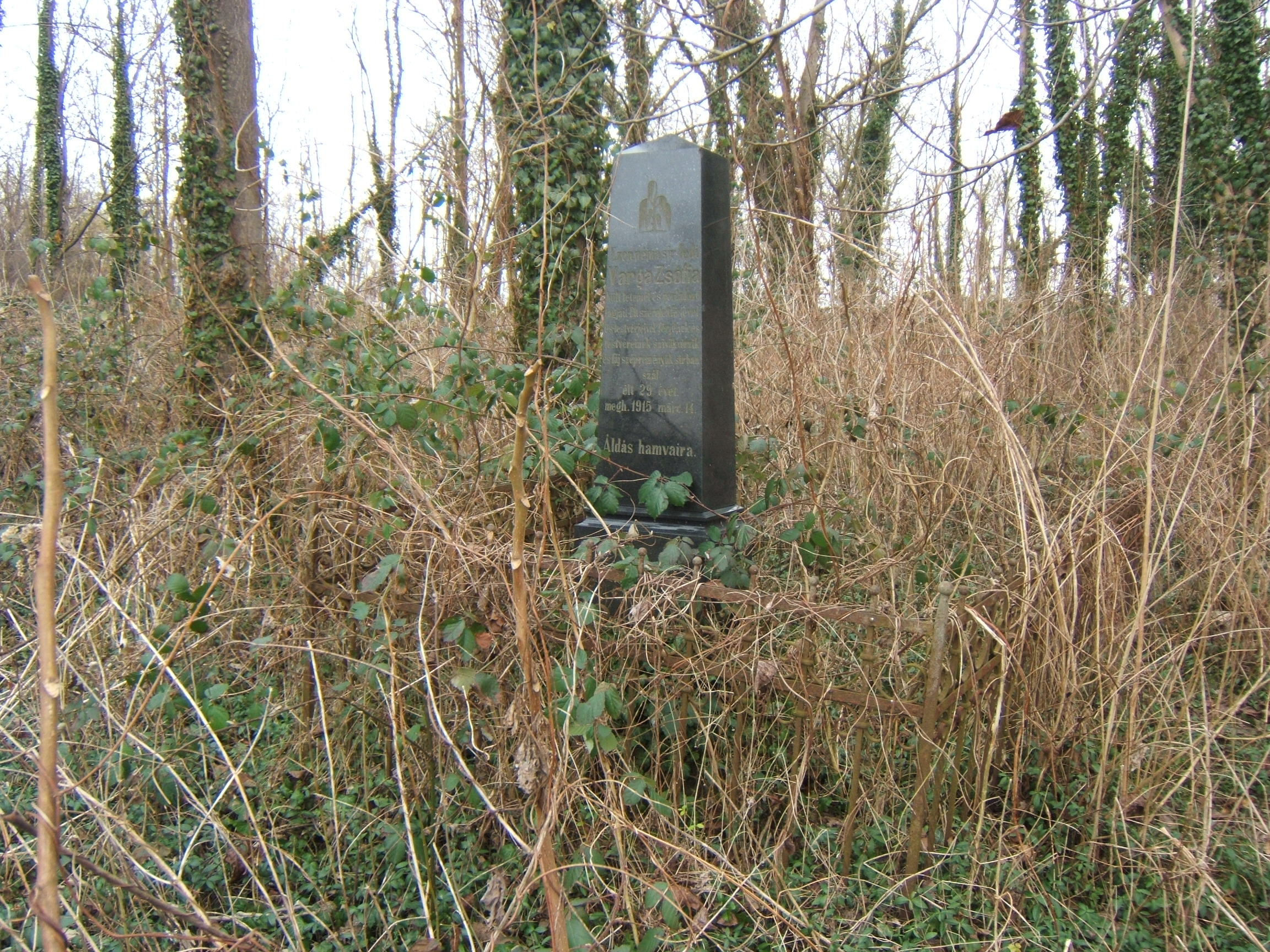
Beleg mellett, egy beerdősült, bozóttal benőtt területen áll egy magányos sírkő

- Barokk stílusban épült református temploma műemléki védelem alatt áll. Van olyan forrás, amely szerint 1772-ben épült,[16] de a templom falán levő emléktábla 1862-es építési évet említ.
- Római katolikus templom